# Natacha Maes
Pour les articles homonymes, voir Maes.
Natacha Maes née le 15 mars 1965 à Watermael-Boitsfort, est une cycliste belge.

## Palmarès sur route
- 2000
  - 2e du championnat de Belgique du contre-la-montre
- 2001
  - 2e du championnat de Grande-Bretagne du contre-la-montre (invitée)
- 2002
  - 2e de Wielsbeke
- 2003
  - 3e du championnat de Belgique du contre-la-montre
- 2004
  -  Championne de Belgique sur route
  -  Championne de Belgique du contre-la-montre
- 2005
  -  Championne de Belgique du contre-la-montre
  - Passendale
  - Steenokkerzeel
  - 2e de Burcht